# Erechthias macrozyga
Erechthias macrozyga är en fjärilsart som beskrevs av Edward Meyrick 1916. Erechthias macrozyga ingår i släktet Erechthias och familjen äkta malar. Inga underarter finns listade i Catalogue of Life.